# Smail-aga Čengić
Smail-aga Čengić je bil osmanski bosanski aga in general osmanske armade, * 1780, † 23. september 1840.
Leta 1831-1832 se je kot osmanski general vojskoval proti Huseinu Gradaščeviću, vodji bosanskega upora proti osmanski oblasti.
Smail-ago Čengića je ubil Novica Cerović kot maščevanje za uboj mlajšega brata črnogorskega knezoškofa Petra Petrovića Njegoša. Njegova smrt je navdihnila Ivana Mažuranića k pisanju epske pesnitve Smrt Smail-age Čengića.

## Življenje

### Otroštvo
Rojen je bil leta 1778 ali 1780 v vasi Jelašce v Bosanskem sandžaku, 35 km od Kalinovika (sedanja Bosna in Hercegovina). Oče Ibrahim je bil iz družine Čengić, ene do najuglednejših osmanskih bosanskih družin. Oče mu je umrl, ko je bil še mlad.

### 1809-1813
Kot mlad častnik in mlad general se je od leta 1809 do 1913  med prvo srbsko vstajo bojeval s srbskimi vstajniki in od leta 1809 do 1810 z vstajniki v Egiptu.

### 1814–?
Okoli leta 1814 je prišel v Gacko in se naselil v okolici Cernice. Od tam se je preselil v Lipnik pri Havtovcu. V Lipniku je kot kapudan zgradil majhno mošejo, znano kot Čengićev stolp, in več stanovanjskih zgradb. V širši okolici Gacka in vzhodni Hercegovini je zgradil več kapudanskih stolpov in v Mali Gračanici, Srdjevcih, Lukavici, Fojnici in Cernici več vil in hiš.

### 1835
Leta 1835 sta se Smail-aga in paša Plevlja dogovorila za umor drobnjaškega srbskega pravoslavnega duhovnika Milutina Cerovića. Ceroviča so sredi mesta ubili Turki in ga obglavili.  Cerovićev sin Novica, vodilni poglavar Drobnjaka, je skupaj z drugimi plemenskimi poglavarji za njegovo smrt obtožil Osmane.

### Vzhodna Hercegovina (1836-1838)
Leta 1836 so srbski plemenski poglavarji iz okolica Grahova ob severni črnogorski meji s Hercegovino, ki so bili še vedno fevdalci muslimanskih guvernerjev Hercegovine, odklonili plačilo glavarine (haraç), ki so jo plačevali odrasli nemuslimani. Ker so potrebovali pomoč od zunaj, so se razglasili za podložnike črnogorskega vladike Petra II. Petrovića Njegoša in dobili podporo Črne gore. Ali-paša Rizvanbegović, takrat mostarski vezir, se je odločil upor zatreti in na začetku avgusta napadel Grahovo. Ko je mesto padlo, je ukazal svoji vojski, da polovi upornike in do tal požge mesto. Nekaj sto Črnogorcev pod poveljstvom Njegoševega brata Džoke je napadlo Osmane in poskušalo osvoboditi ujetnike. Na začetku napada jim je uspelo rešiti vodjo lokalnega klana in njegovo spremstvo, potem pa jih je preplavila osmanska konjenica. V spopadu je bilo ubitih devet članov klana Petrović-Njegoš. Vladikovega mladoletnega brata Džoka naj bi osebno ubil Čengić. Džoko in štirideset drugih bojevnikov so Osmani razsekali. Džokove okončine so javno razstavili.
Plemenske poglavarje Grahova so prisilili na prisego zvestobe Osmanskemu cesarstvu in jim dovolili vrnitev na domove. Prisega jih je prisilila, da so se morali odreči maščevanju za pobite sonarodnjake.
Novica o porazu v Grahovem se je hitro razširila tudi preko meja Črne gore. Njegoš je bil leta 1837 prisiljen odpotovati v Sankt Peterburg in se pred Rusi zagovarjati za svoja dejanja. Leta 1838 je Črna gora pod ruskim pritiskom sklenila z Osmanskim cesarstvom mirovni sporazum, ki je prinesel samo kratek predah v spopadih in obglavljanjih, ki so se kmalu zatem nadaljevala.

## Smrt
Štiri leta po porazu Črnogorcev v Gragovu se je Njegoš sklenil maščevati za bratovo smrt. Načrt je naredil s pomočjo kristjanov iz Hercegovine, ki so živeli na ozemlju pod oblastjo Smail-age.  Za vodjo skupine, ki naj bi ubila Smail-ago, je Njegoš imenoval plemenskega poglavarja Novico Cerovića.
Konec septembra 1840 so Črnogorci zvabili Čengića in njegovo vojsko globoko na svoje ozemlje, ponoči napadli njegov tabor in jih pobili. Napad se je zgodil v vasi Mljetičak, severno od Nikšića. Med padlimi je bil tudi Smail-aga. Po smrti so mu odsekali glavo in jo odnesli Njegošu na Cetinje. Njegoš je Cerovića iz hvaležnosri imenoval za senatorja.  Dogodki so bogato opevani v srbski epski poeziji.

## Zapuščina

### Ljudsko izročilo
Smail-aga Čengić je glavna oseba v slavni Madžuranićevi epski pesnitvi Smrt Smail-age Čengića, objavljeni v časopisu Iskra leta 1846. Sodobni nemški pisatelj in pesnik Dr.F. S. Kraus trdi, da je njegov opis v pesnitvi zelo "pristranski in hinavski" in ga ne prikazuje takšnega, kot je bil.
Dr Kraus je precej ostro napisal:
Smail-Aga v Mažuranićevi pesmi je opisan napačno in nepošteno. Naše simpatije so s krepkim in neustrašnim junakom Smail-ago Čengićem in ne z grčavimi pocestniki iz Črne gore. Čengić je bil pravi Slovan, njegovi morilci pa bedni strahopetni pridaniči.
Vuk Stefanović Karadžić je bil Smail-agin sodobnik in se je z njim večkrat srečal na potovanjih po Bosni in Hercegovini. V nasprotju z Madžuranićem o njem piše precej pozitivno. Za Vuka ni bil samo poosebljenje osmanske oblasti, pač pa predvsem bosanski Slovan z ogromnim prestižem, ugledom in vplivom med bosanskimi Slovani, ne samo islamske, temveč tudi krščanske verske pripadnosti.
Vuk Karadžić je o njem zapisal:
Družina Čengić je zajemala obdobje od svojih prvih plemičev v Kraljevini Bosni do kapitanov osmanskega prava v osmanski Bosni in Hercegovini. V naših ljudskih pesmih so bili alaj begi in paše. Pesmi pripovedujejo o njihovih palačah in trdnjavah v Zagorju, čeprav je bil Smail Agin sedež v Lipniku pri Gacku, kjer še danes živijo njegovi sinovi. Za Smail-ago so verjeli in govorili, da je bil največji in najdrznejši junak v celem Osmanskem cesarstvu.